# 中国驻光州总领事馆
中华人民共和国驻光州总领事馆（韩语：／），简称中国驻光州总领事馆，是中华人民共和国派驻韩国光州广域市的最高级别外交机构。领区包括光州广域市、全罗南道和全北特別自治道。